# Петропавлівський собор (Луганськ)
Петропа́влівський собо́р — храм у Кам'яному Броді. Пам'ятка архітектури місцевого значення.

## Історичний огляд

Петропавлівський храм, 1905

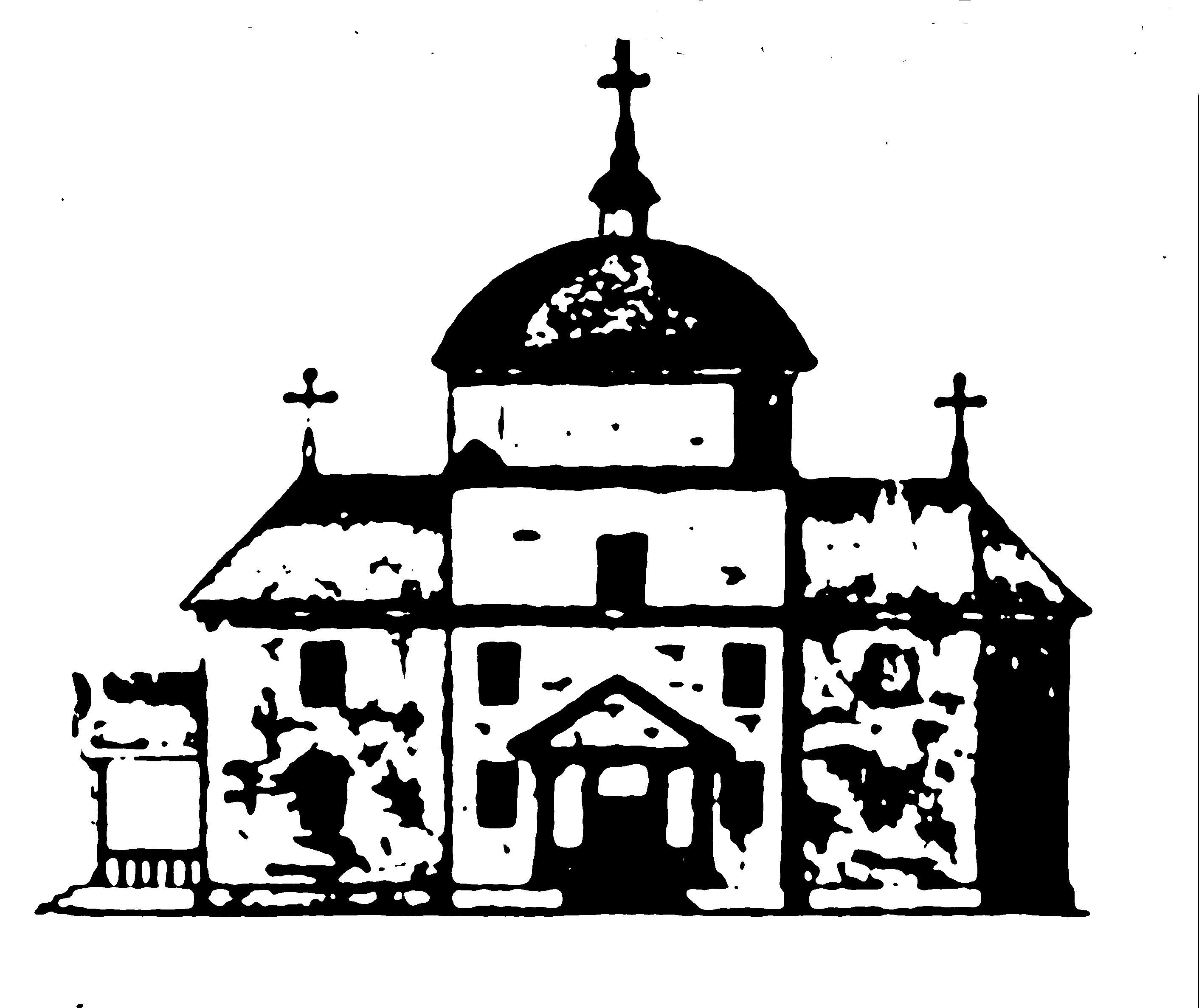
Схема першої дерев'яної церкви у Кам'яному Броді. XVIII ст.

Парафія заснована у XVIII столітті. Дерев'яна церква споруджена у 1761 році. У 1795 році на місці старого був зведений новий храм.
1905 року на кошти прихожан був збудований кам'яний храм із трьома престолами на честь апостолів Петра і Павла, Покрова Богородиці і Стретення Господня.
У 1926 році влада, бажаючи розколоти православну церкву, віддала храм віруючим Української соборно-єпископської церкви.
У 1929 році войовничі атеїсти звернулись до ВУЦВК з ініціативою закрити храм і пристосувати його будівлю під школу. 20 грудня храм був опечатаний. Петропавловська церква була перебудована під кіноклуб «Безбожник», з якого у 1935 році була знята дзвіниця. Вулиці Петропавловській присвоїли ім'я Артема.
У серпні 1942 року у соборі відновили відправи. У післявоєнний час у храмі регулярно проходили архієрейські служби.

## Собор
У 1950 році єпископ Никон за вимогою влади розпорядився перенести кафедральний собор із Миколаївської церкви у Петропавлівську. Наприкінці 1960 року місцеві органи влади проробляли питання про вилучення собору ніби як колишнього кінотеатру. Щоб урегулювати це питання, митрополит Борис погодився взамін нього віддати будинок єпархіального управління.
Петропавлівська парафія — одна з найпотужніших в області. З 1990-х років розпочата реставрація храму. Відновлено дзвіницю й купол церкви. До собору приписана каплиця в ім'я Георгія Побідоносця, що знаходиться біля Управління МВС України в Луганській області.